# Luis Andreoni
Luigi Andreoni, auch als Luis Andreoni bekannt, (* 7. Oktober 1853 in Vercelli, Italien; † 20. Mai 1936 in Montevideo, Uruguay) war ein italienischer Ingenieur und Architekt.

## Leben
Nach Abschluss seiner Ausbildung in Turin und Neapel im Jahre 1875 kam er ein Jahr später über Brasilien nach Montevideo. Unter seiner Leitung entstanden unter anderem das Ospedale Italiano Umberto I genannte italienische Krankenhaus von Montevideo, das Gebäude des Club Uruguay, die Banco Inglés, der an der Straßenecke Uruguay und Andes befindliche Palacio Buxareo (heutiger Sitz der französischen Botschaft), das Teatro Stella d’Italia, der am 15. Juli 1897 eröffnete Hauptbahnhof von Montevideo, die Banco Español oder auch das Casa Vaeza, in dem sich der heutige Sitz der Partido Nacional befindet. Er starb am 20. Mai 1936 in seinem von ihm errichteten Haus nahe dem Hospital Italiano.